# (36415) 2000 OL50
2000 OL50 (asteroide 36415) é um asteroide da cintura principal. Possui uma excentricidade de 0.25466360 e uma inclinação de 5.80751º.
Este asteroide foi descoberto no dia 31 de julho de 2000 por LINEAR em Socorro.